# キングサリ

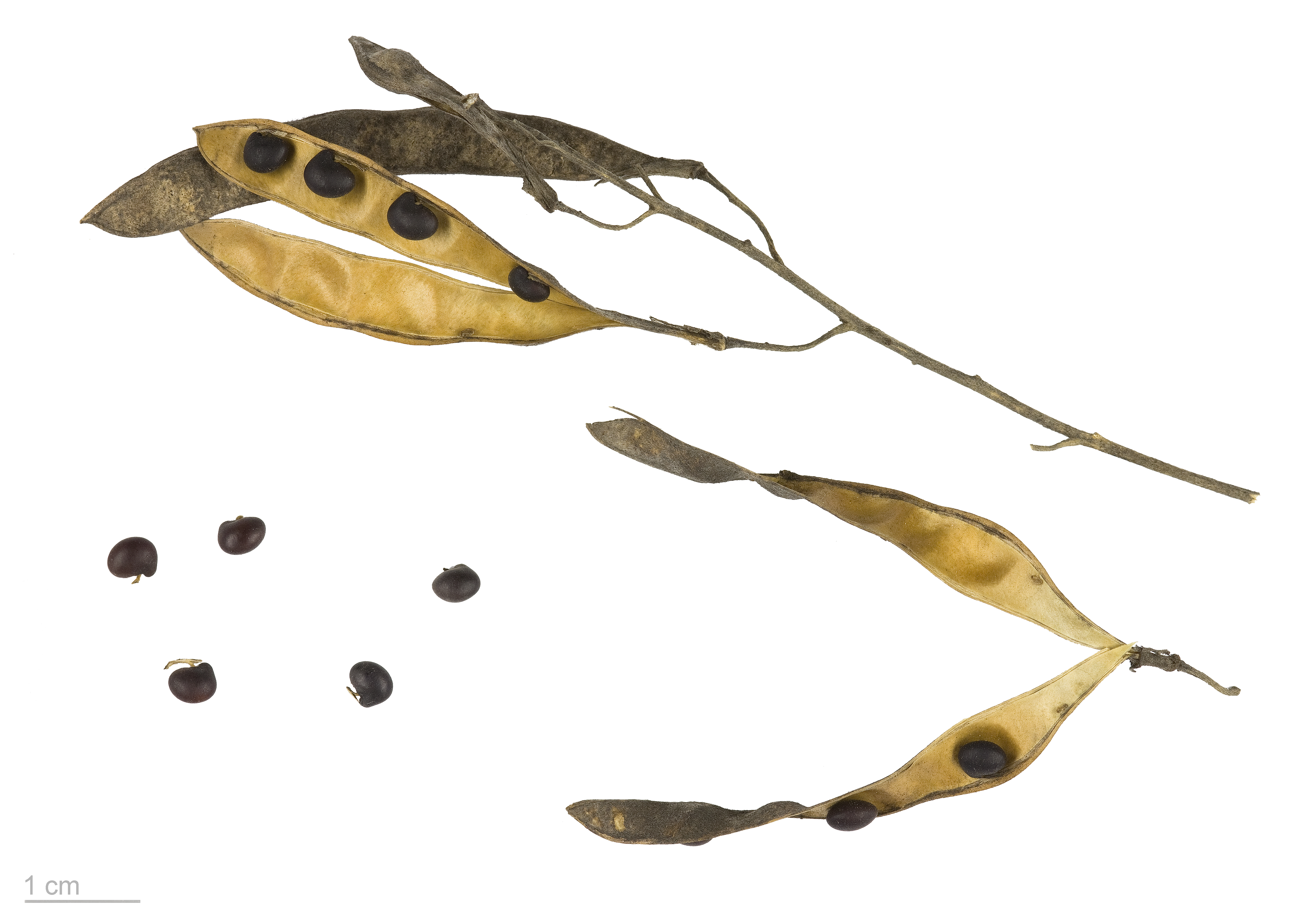
トゥールーズ博物館所蔵

キングサリ(金鎖)またはキバナフジ(黄花藤)(Laburnum anagyroides)は、マメ亜科キングサリ属の顕花植物である。ラブルヌム・アルピヌムとは近縁の関係にある。中央及び南ヨーロッパが原産である。英語では、common laburnum、golden chain、golden rainという。
湿度が高く温和な生息地、特に南ヨーロッパの石灰質の土壌で育つ。

## 特徴
高さ7m程度までの落葉性の低木または大きな藪になる。樹皮は滑らかで、枝は深緑色で大きく広がり、小枝は軟毛に覆われて垂れ下がっている。葉は楕円形の3枚組で長い葉柄を持つ。表側の面は滑らかで、裏面には毛が生えている。
5月から6月にかけて花が咲く。マメに似た黄色い花で、長さ10-25cmの総状花序に密に集まっている。甘い匂いがする。
種子は豆果で、ヒトやヤギ、ウマにとって毒となるアルカロイドであるシチシンを含む黒い種子をたくさん含む。特に未熟なものは毒性が強い。しかし、ノウサギやシカ等の一部の野生動物は、これを問題なく食べるため、一部の地域では魔法のような性質を持っていると考えられている。

## 利用
木材は固くて重く、色は黄色から茶色である。ポストの制作や木工ろくろに適しており、また燃料としても使われる。かつては弓を作るのにも使われた。
非常に古い木材はコクタンの代替として使うことができるため、false ebonyとしても知られる。

### 栽培
鑑賞植物として栽培される。この属の中で最も一般的な観賞植物は、この種とラブルヌム・アルピヌムとの雑種であるLaburnum × watereriである。

## 文化

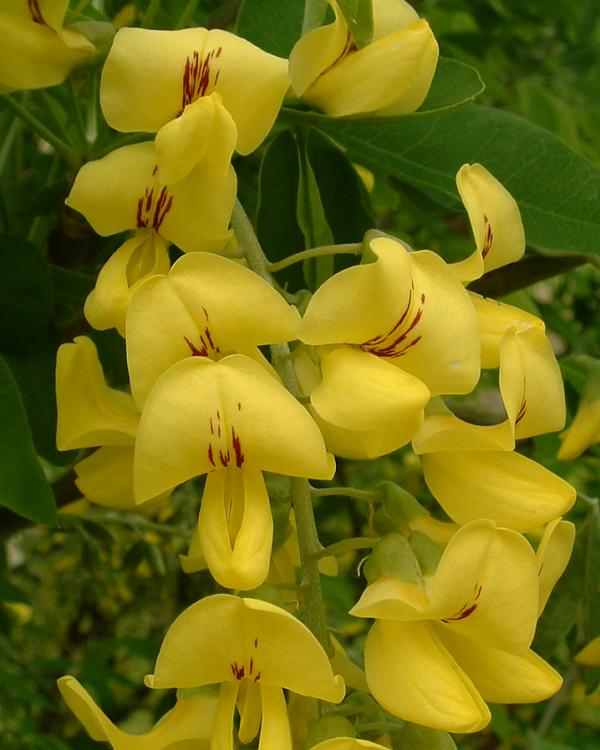
花

別名「きばなふじ」その名のとおり黄金の鎖のように華やかなので、復活祭の飾りつけにもよく使われる。日本ではあまり見かけないが、イギリスでは代表的な春の花として、庭園のあちこちに植えられている。
イギリスの詩人フランシス・トンプソンは、自身の詩Sister Songsの中でこの植物に言及している。
作家のJ・R・R・トールキンは、『シルマリルの物語』に登場する二つの木の一つラウレリンの創作にあたり、この植物から着想を得ており、上述のトンプソンの詩の影響を強く受けている。